# الجوشن
الجوشن هو مركزٌ سعوديٌ تابعٌ لمحافظة ثار التابعة لمنطقة نجران، في المملكة العربية السعودية. المركز من الفئة (ب)، ورمزه 2457 حسب دليل الترميز الموحد للمناطق الإدارية بالمملكة العربية السعودية.